# Església de Sant Miquel (Luxemburg)
L'Església de Sant Miquel (en luxemburguès: Méchelskierch; en francès: Église Saint-Michel; en alemany: Sankt Michaelskirche) és una església catòlica romana a la Ciutat de Luxemburg, al sud de Luxemburg. Està situada a Fishmarket, al cèntric barri Ville Haute.
L'església és el lloc religiós més antic existent a Ciutat de Luxemburg. La primera església va ser construïda en el mateix lloc l'any 987 com la capella del castell pel comte de Luxemburg. No obstant això, al llarg dels segles següents, l'edifici va ser destruït, reconstruït i renovat diverses vegades. L'aspecte actual data de 1688, i uneix els estils arquitectònics romànic i barroc, amb antelació a l'estil barroc Moselle.